# Jean Sessler
Jean Sessler (* 5. Januar 1822 in Biel/Bienne als Johann Jakob Sessler; † 13. September 1897 ebenda) war ein Schweizer Politiker und Unternehmer. Er vertrat den Kanton Bern sowohl im Nationalrat als auch im Ständerat. Ebenso war er Gemeindepräsident von Biel.

## Biografie
Der Sohn des Schmieds Simon Sessler durchlief eine kaufmännische Ausbildung in Biel und arbeitete von 1842 bis 1847 als Buchhalter bei der Tuchfabrik Bay in Belp. Anschliessend war er als Adjunkt des Kantonsbuchhalters tätig, ehe er sich 1851 als Zigarrenfabrikant selbständig machte. 1855 wurde er als Anhänger der Radikalliberalen in den Bieler Gemeinderat gewählt, dem er über zwei Jahrzehnte lang angehörte. Dabei amtierte er von 1873 bis zu seinem Rücktritt im Jahr 1877 als Gemeindepräsident. Ebenso gehörte er von 1854 bis 1882 dem Grossen Rat des Kantons Bern an. Sessler kandidierte ohne Erfolg bei den Nationalratswahlen 1854 im Wahlkreis Seeland. 1860 schaffte er im zweiten Wahlgang den Einzug in den Nationalrat, bei den Nationalratswahlen 1863 unterlag er jedoch im dritten Wahlgang dem konservativen Kandidaten Peter von Känel. 1865 wählte ihn der Grosse Rat für drei Jahre zu einem der Berner Vertreter im Ständerat.
Sessler gehörte 1863 zu den Mitbegründern der Eidgenössischen Bank. Er war von 1871 bis 1888 Verwaltungsrat der Chemins de fer du Jura bernois und von 1890 bis 1897 der Jura-Simplon-Bahn. In dieser Funktion setzte er sich für eine Nord-Süd-Bahnverbindung durch den Kanton Bern ein. Ebenso war er Verwaltungsrat des Inselspitals in Bern sowie Präsident der Liedertafel Biel. Nach ihm benannt ist die Jean-Sessler-Strasse im Bieler Stadtzentrum.